# Reece Thompson
Reece Thompson (* 22. November 1988 in Vancouver; gebürtig Daniel Reece Thompson) ist ein kanadischer Schauspieler.

## Leben und Leistungen
Thompson trat bereits als Kind in Filmen und Fernsehserien auf. Im Horrorfilm Dreamcatcher (2003) spielte er die Rolle von Joe „Beaver“ Clarendon als kleiner Junge, der als Erwachsener von Jason Lee verkörpert wurde. In der Fernsehkomödie Ein Cousin zum Knutschen (2003) trat er an der Seite von Judge Reinhold und Penelope Ann Miller auf.
Er spielte auch im Kindesalter als Jinto in der Fernsehserie Stargate Atlantis mit.
In der Independent-Komödie Rocket Science (2007) übernahm Thompson die Hauptrolle eines stotternden High-School-Schülers, der dem von Ginny Ryerson (Anna Kendrick) angeführten Debattierklub beitritt. In der Komödie Lange Beine, kurze Lügen und ein Fünkchen Wahrheit … (2008) spielte er die Hauptrolle des Reporters einer Schulzeitung; zu den Nebendarstellern gehörten Mischa Barton und Bruce Willis.

## Filmografie (Auswahl)
- 2002: Talking to Heaven (Living with the Dead)
- 2003: Dreamcatcher
- 2003: Ein Cousin zum Knutschen (Thanksgiving Family Reunion, Fernsehfilm)
- 2004: Stargate Atlantis (Fernsehserie, 2 Folgen)
- 2004: SuperBabies: Baby Geniuses 2
- 2005: Herkules und die Sandlot Kids 2 (The Sandlot 2)
- 2005: Zixx: Level Two (Fernsehserie, 13 Folgen)
- 2005–2006: Trollz (Fernsehserie, 16 Folgen, Stimme)
- 2007: Rocket Science
- 2008: Lange Beine, kurze Lügen und ein Fünkchen Wahrheit … (Assassination of a High School President)
- 2008: Afterwards (Ein Engel im Winter)
- 2010: Daydream Nation
- 2010: The Right Bride – Meerjungfrauen ticken anders (Ceremony)
- 2011: Bloodworth – Was ist Blut Wert? (Provinces of Night)
- 2013: April Apocalypse
- 2013: Zombie – An Undead Road Movie
- 2014: Motive (Fernsehserie, 1 Folge)
- 2015: Final Girl
- 2018:  Trial & Error (Fernsehserie, 1 Folge)